# Парламентские выборы в Сан-Марино (1923)
Досрочные парламентские выборы в Сан-Марино проходили 4 марта 1923 года для избрания 7-го Генерального совета Сан-Марино. Эти внеочередные выборы положили начало фашистскому правлению в республике. Участие левых партий было запрещено, в то время как все правоцентристские силы действовали как единый «Патриотический блок». Из 60 мест 29 были заняты представителями Фашистской партии, 20 — Сан-Маринской народной партией, 9 — Сан-Маринским демократическим союзом и два — фашистскими «Добровольцами войны». Позже страна была захвачена фашистской партией.

## Предвыборная ситуация
Сан-Марино было на грани гражданской войне в 1921 году, когда социалистические красные силы были на одной стороне, а христианско-демократические белые силы были на противоположной стороне вместе с консерваторами. Ситуация была настолько взрывоопасной, что правительство ввело шестимесячную цензуру и вызвало гарнизон карабинеров для наведения порядка, в то время как фашистские бригады вошли в страну без приглашения. Тем временем власти Сан-Марино сблизились с итальянскими властями, даже годовщина победы Италии в Первой мировой войне стало в Сан-Марино государственным праздником.
Когда Бенито Муссолини пришёл к власти в Италии, он сразу же взял Сан-Марино под свой контроль. Генеральный совет был насильно распущен 27 января 1923 года, и были назначены внеочередные выборы. Фашистские угрозы достигли своей цели: Социалистическая партия не участвовала в выборах, и единый правоцентристский список «Патриотический блок» был безальтернативным. В блоке доминировала Сан-Маринская фашистская партия, которая получила большинство мест вместе со своими марионеточными «Добровольцами войны». Явка была очень низкой, так как левые избиратели бойкотировали голосование.

## Результаты
| Партия                               | Голоса | %     | Мест |
| ------------------------------------ | ------ | ----- | ---- |
| Патриотический блок                  | 1 437  | 100,0 | 60   |
| Недействительных/пустых бюллетеней   | 47     | -     | -    |
| Всего                                | 1 484  | 100,0 | 60   |
| Зарегистрированных избирателей/ Явка | 4 184  | 35,2  | -    |
| Источник: Nohlen & Stöver            |        |       |      |

## Последствия
Двадцатидевятилетний Джулиано Гоци стал первым фашистским капитаном-регентом в апреле 1923 года. Партийно-политическая программа состояла в том, чтобы демонтировать все демократические реформы Гражданского собрания 1906 года и подражать итальянскому режиму. Был создан сан-маринский корпус карабинеров, годовщина Похода на Рим стала государственным праздником, а капитаны замков Сан-Марино были назначены капитанами-регентами.